# Lucent Technologies
Lucent Technologies (Name der operativen Gesellschaft in Deutschland: Lucent Technologies Network Systems GmbH) war bis zur Fusion mit Alcatel zur Alcatel-Lucent S.A. im Sommer 2006 ein US-amerikanisches Unternehmen der Telekommunikationsbranche mit Sitz in Murray Hill (New Jersey), USA. Lucent Technologies entwickelte und vertrieb Systeme, Software und Services für Kommunikationsnetze mit Schwerpunkt auf Konvergenz von Netzen, Diensten und Kommunikationsmedien. Zum Kundenstamm zählten Service-Provider, weltweit tätige Unternehmen und Behörden. Der Gesamtkonzern erzielte im Geschäftsjahr 2004 einen Umsatz von 9,05 Milliarden US-Dollar und beschäftigte weltweit ca. 31.000 Mitarbeiter. (Alle Angaben in diesem Artikel sind Stand September 2005, soweit nicht anders bezeichnet.)

## Geschäftsbereiche des Unternehmens
Lucent Technologies war in zwei Geschäftsbereiche gegliedert: die Produkt- und Lösungssparte Network Solutions Group und die Dienstleistungssparte Lucent Worldwide Services. Daneben gehörte zu Lucent Technologies das Forschungs- und Entwicklungszentrum Bell Labs.

### Network Solutions Group
Die Network Solutions Group umfasste Produkte und Lösungen für Festnetze, Mobilfunknetze und konvergente Netze. Lösungen für konvergente Netze sind insbesondere:
- Dienste und Anwendungen:
  - IP-Telefonie-Lösungen
  - Konvergente, personalisierte Applikationen
  - Triple-Play-Lösungen
  - Messaging
  - Lösungen für schnelle mobile Datendienste
  - Mobile Internet MyLife-Plattform
  - Sicherheit in der Kommunikation
- Übertragungstechnik inklusive Netzsteuerung:
  - Systeme für leitungs- und paketvermittelte Sprachnetze
  - Systeme für Datennetze
  - Optische Netztechnik
  - Zugangstechnik, leitungsgebunden und funkgestützt
  - 3G-Lösungen
  - Network Management Software

### Lucent Worldwide Services
Lucent Worldwide Services (LWS) erbrachte Dienstleistungen, insbesondere
- Professional Services (z. B. Consulting),
- Deployment,
- Wartung,
- Managed Services (z. B. Netzwerk-Fernwartung).

Zum Bereich LWS gehörten weltweit etwa 10.000 Techniker, Ingenieure, Berater und Programmmanager in 45 Ländern auf sechs Kontinenten.

### Bell Labs

#### Überblick
Die Bell Laboratories (Bell Labs) sind nach eigenen Angaben das weltweit größte private Forschungsinstitut für Kommunikationstechnologie. Sie entwickeln Produkte und Lösungen für die Kommunikationsnetze und erforschen zugleich die Grundlagen von Kommunikationstechnologien.
Lucent Technologies investierte jährlich etwa zwölf Prozent seines Umsatzes in die Tätigkeit der Bell Labs.

#### Bekannte Entwicklungen
Zu den bekanntesten Entwicklungen der Bell Labs gehören:
- Transistor (1947)
- Laser (1958)
- Optische Kommunikation
- Datenfernübertragung (Übertragung der ersten Fernkopie 1925, erste Fernbedienung eines Computers durch einen Fernschreiber zwischen New Hampshire und New York Ende der 1940er Jahre)
- Digitale Multiplex-Übertragung von Sprache (1962)
- Konzept der zellengestützten Mobiltelefonie (Entwicklung des Konzepts und des ersten Mobilfunkdienstes Mitte der 1940er Jahre)
- Telekommunikations-Satelliten (Telstar 1 1962)
- Digital Signal Processor (DSP) (1979)
- Mehrfrequenzwahlverfahren (1963)
- UNIX (etwa 1970)
- Programmiersprache C (etwa 1970)

#### Bell Labs am Standort Nürnberg
Die Bell Labs am Standort Nürnberg führten den Titel „Optical Center of Excellence“ und waren der größte Forschungs- und Entwicklungsstandort von Lucent Technologies außerhalb der USA. In Nürnberg wurden der gesamte optische Produktbereich sowie der Bereich SDH erforscht und entwickelt. Ein Schwerpunktbereich waren Hochgeschwindigkeitsübertragung, ASICs und optische Verstärker sowie der sogenannte LambdaUnite MultiService Switch, ein optischer Netzknoten, der die Funktionalität eines Crossconnects und eines Multiplexers integriert.
Ein weiterer Schwerpunkt war die UMTS-Entwicklung; in Nürnberg wurden Schnittstellenspezifikationen und UMTS- und HSDPA-Software für Basisstationen und PC-Datenkarten entwickelt und System- und Interoperabilitätstests durchgeführt und es wirkte beim Aufbau kommerzieller Netze mit.
Ein dritter Schwerpunkt war die Integration von Mobilfunk- und Festnetztechnologien zu einem IP-basierten Netz, mit dem sich konvergente Dienste realisieren lassen.

#### Zusammenarbeit mit anderen Forschungseinrichtungen
Seit April 2001 betrieb Lucent Technologies gemeinsam mit dem Heinrich-Hertz-Institut das Terabit-Labor Nürnberg.

## Unternehmensgeschichte

### Friedrich Heller (1858–1904)
Die Geschichte der Telekommunikation in Nürnberg begann mit Friedrich Heller. 1858 eröffnete er eine mechanische Werkstatt und stellte vor allem elektrische Hausklingelanlagen und Telegrafen her. 1876 meldete Alexander Graham Bell einen Telefonapparat in den USA zum Patent an. Heller beschaffte sich zwei Apparate und stellte 1877 Bell’sche Telefonapparate mit eigenen Verbesserungen vor. Er bewarb sich bei der königlich-bayerischen General-Direktion der Bayerischen Verkehrsanstalten und erhielt seinen ersten Auftrag von der Post. 1884 folgte die Zulassung als Lieferant an die Eisenbahngesellschaft; Post und Bahn waren seine Hauptkunden. Hellers Unternehmen florierte zunächst, geriet aber 1903 in wirtschaftliche Schwierigkeiten und wurde 1904 liquidiert.

### Felten & Guilleaume (1906–1911)
Das Unternehmen Felten & Guilleaume übernahm 1906 die in Liquidation befindliche Firma Heller, später die ebenfalls in Nürnberg ansässige Firma Obermaier. Mit diesen Übernahmen verfügte Felten & Guilleaume über eine Nürnberger Niederlassung mit einem Produktionsprogramm, das die Belieferung der Kunden mit Kabel und Telefonapparaten gestattete. Die Kontakte zur Post wurden ausgebaut. Umfang und Ertrag der Geschäfte verbesserten sich von Jahr zu Jahr.

### TeKaDe (1912–1949)
Im Jahre 1912 wandelt Felten & Guilleaume seine Nürnberger Niederlassung in eine selbständige Aktiengesellschaft um, die Süddeutsche Telefon-Apparate-, Kabel- und Drahtwerke A.G. mit dem Telegrammwort TeKaDe. 1921 begannen die Entwicklung von Leitungsverstärkern und der Bau von Zwischenverstärkerämtern. Die Einführung des öffentlichen Rundfunks 1923 schaffte neue Nachfrage und Produktionsbereiche. Zuerst stellte TeKaDe Detektorempfänger und Kopfhörer in großer Stückzahl her, dann Rundfunkröhren und Rundfunkapparate. Nach Einführung des Tonfilms entwickelte das Unternehmen 1928 als erste einen praxistauglichen Verstärker für Tonfilmtheater. Die Hälfte aller deutschen Lichtspieltheater waren bald mit TeKaDe-Verstärkern ausgerüstet, TeKaDe produzierte 100.000 Rundfunk- und Verstärkerröhren pro Monat.
Die Nachfrage stieg ab 1934 stark an. TeKaDe stellte auch Radiogeräte für den Massenmarkt, darunter den Volksempfänger, her. Im Deutschen Reich beginnt die Reichs-Rundfunk-Gesellschaft im März 1935 mit dem Deutschen Fernseh-Rundfunk über den Sender „Paul Nipkow“ am Berliner Funkturm. TeKaDe entwickelte und fertigte zwischen 1928 und 1936 Spiegelschrauben-Fernseher, ab 1936 Fernseher mit Kathodenstrahlröhre. Gemeinsam mit Telefunken und anderen entwickelt TeKaDe den „Volksfernseher“ (Einheits-Fernseh-Empfänger E 1). Er sollte Weihnachten 1939 auf den Markt kommen, doch der Krieg verhinderte eine Massenproduktion. Die Einrichtung eines Luftschutzwarndienstes und des Drahtfunks, eines Vorläufers heutiger Kabelanschlüsse, erforderten große Mengen an Kabeln und Verstärkern. Die Reichspost benötigte vor allem Kabelverstärker in der neu entwickelten standardisierten Baukastenbauweise.

### TeKaDe und Felten & Guilleaume Fernmeldeanlagen GmbH (1950–1982)

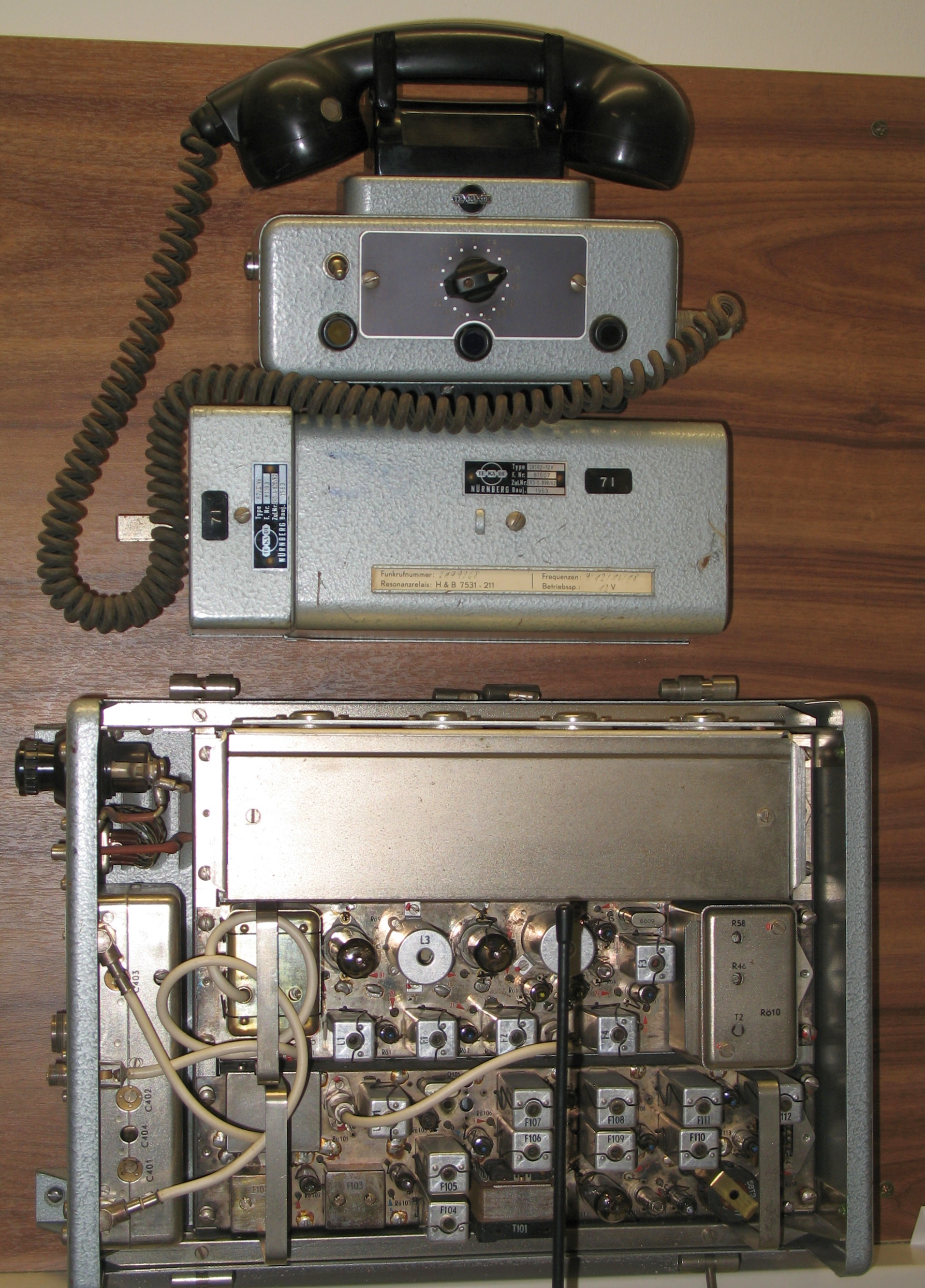
Funktelefonanlage B72 von TeKaDe für das A-Netz, 1963

Die Trägerfrequenztechnik brachte umfangreiche Neuerungen für den Fernsprechverkehr über große Strecken. Sie ermöglichte die Übertragung von zunächst 60 und schließlich mehr als 960 Gesprächen parallel über eine Leitung. Um diese Technik zu entwickeln und zu nutzen, gründeten Felten & Guilleaume und Philips 1949 das gemeinsame Unternehmen Felten & Guilleaume Fernmeldeanlagen GmbH (FGF) mit Sitz in Nürnberg, ab 1953 am Standort Thurn-und-Taxis-Straße 10. TeKaDe war weiter in den Bereichen Vermittlungstechnik, Verstärker, Gebührenzähler und Kabelfabrikation tätig. 1959 wurde die Produktion im Kabelwerk in Nürnberg-Langwasser aufgenommen.
Ab 1961 lieferte TeKaDe die Ausrüstung für den öffentlichen beweglichen Landfunkdienst, das erste Mobilfunknetz in Deutschland, auch A-Netz genannt. Die Fahrzeuganlage B72 erreichte als Autotelefon, in Fernzügen als Zugpostfunk und auf Binnenschiffen große Verbreitung. Daneben entwickelte TeKaDe auch die Netztechnik für das A-Netz.
1970 begann TeKaDe mit der Vermarktung von Telefonen und Nebenstellenanlagen direkt im privaten Markt und brachte eine Serie von sechs Telefonapparaten mit neuem Design heraus. 1971 standen Privatkunden die ersten Geräte für den Selbstwählverkehr aus TeKaDe-Produktion zur Verfügung. Anfang 1977 begannen in Nürnberg Versuche mit einer Bildtelefonanlage. Die Nachrichtenübertragung durch Lichtwellenleiter (Glasfaser) erreichte 1981 Anwendungsreife. TeKaDe installierte eine erste Fernkabelstrecke mit 34 Mbit/s Übertragungskapazität zwischen Nürnberg und Schwabach.

### Philips Kommunikations Industrie AG (1982–1995)
1982 wurde aus vier Werkstandorten, u. a. TeKaDe-FGF mit dem Kabelwerk Nürnberg-Langwasser, die Philips Kommunikations Industrie AG (PKI) gebildet. Digitale Vermittlungs- und Übertragungstechnik beginnt, die analogen Systeme zu ersetzen. Nach dem Mauerfall belebte die Ausstattung der ehemaligen DDR mit neuester Übertragungstechnik das Geschäft. Die Hochzeit erlebte die Firma PKI 1992. Die hohen Wachstumszahlen wurden nicht mehr erreicht; es folgten mehrere Entlassungswellen. Philips selbst verkaufte seine Kernaktivität Philips Kommunikations Industrie (PKI) – wie etwa das Kabelwerk Nürnberg-Langwasser – im Jahr 1993 an Nokia (Glasfasersparte) bzw. nach ersten Verkaufsgesprächen im Frühjahr 1995 im Jahr 1996 an AT&T (Netzwerksparte) weiter.

### AT&T und Lucent Technologies (1996–2000)
Anfang 1996 übernahm AT&T mehrere Geschäftsbereiche der PKI. In Nürnberg waren nun Entwicklung von GSM-Basisstationen und -Controllern sowie Systemintegration und Test der GSM-Mobilfunknetze angesiedelt. Die Techniken GPRS und EDGE zur Erhöhung der Datenraten und neue Methoden zur Kapazitätssteigerung wurden in Nürnberg entwickelt. In der optischen Übertragungstechnik wurden Technologien entwickelt, die vor allem die Übertragungskapazität um das vier- (10 Gbit/s) und sechzehnfache (40 Gbit/s) gegenüber den gerade eingeführten (STM-16) SDH-Systemen erhöhen.
Im Zuge der Deregulierung des US-Telekommunikationsmarktes gliederte AT&T 1996 seine Netztechniksparte aus. Als neugegründetes Unternehmen ging sie unter dem Namen Lucent Technologies Inc. an die Börse. Die Bell Labs, AT&Ts Forschungs- und Entwicklungszentren für Kommunikationstechnologie, gehörten seit der Ausgründung ebenfalls zu Lucent Technologies.
Die Produktionsstätte in der Allersberger Straße wurde 1997 durch das Global-Provisioning-Center (GPC) im früheren Grundig-Werk 21 an der Beuthener Straße in Langwasser ersetzt. 700 Mitarbeiter produzierten GSM- und SDH-Anlagen. Am Standort Thurn-und-Taxis-Straße entstand ein neues Firmengebäude.

### Lucent Technologies (2001–2006)
Die Krise der New Economy erfasste auch Lucent Technologies. Änderungen in der Organisation, Ausgliederungen von Firmenteilen und Personalabbau verringerten die Belegschaft in den Jahren 2001 bis 2003 von 126.000 auf unter 35.000 Mitarbeiter weltweit. Das GPC in Nürnberg wurde geschlossen; Lucent Technologies übertrug die Produktion an externe Unternehmen. Fachbereiche wurden als eigenständige Unternehmen abgespalten, zum Beispiel Avaya oder Agere.
Der Geschäftsbereich Lucent Technologies’ Optical Fiber Solutions, bei dem u. a. in Augsburg Glasfaserkabel hergestellt werden, wurde 2001 an Furukawa Electric (mit einer Minderheitsbeteiligung von CommScope) verkauft. Das neue Unternehmen wurde unter der Firma OFS BrightWave verselbständigt. Sein Hauptsitz befand sich in Norcross am Rande von Atlanta. Der Vertrieb für Deutschland blieb weiter in Bonn. 2004 wurde Furukawa Electric Co. Ltd., durch sein Tochterunternehmen Furukawa Electric North America, Inc. alleiniger Besitzer von OFS BrightWave.
Nach Schließung der Entwicklungsabteilungen in Huizen/Hilversum (Niederlande) wurde der Standort Nürnberg zum größten Entwicklungsstandort außerhalb der USA.
In Nürnberg wurde der Übergang von der GSM- auf die UMTS-Systemtechnik begleitet. Netztechnik und Endgeräte, wie die UMTS-Datenkarte für Notebooks, wurden ursprünglich in Nürnberg entwickelt; die Entwicklung hochbitratiger optischer Übertragungssysteme wurde fortgesetzt. 2003 wurde die GSM-Entwicklung an die Firma Hughes Software Systems (später Flextronics Software Systems, heute Aricent) übertragen.

### Fusion mit Alcatel (2006)
Am 2. April 2006 gab Lucent Technologies bekannt, binnen zwölf Monaten mit seinem französischen Konkurrenten Alcatel zu fusionieren. Gemeinsam erwarteten die beiden Unternehmen einen Jahresumsatz von 21 Mrd. Euro und Einsparungen durch Synergieeffekte von 1,4 Mrd. Euro innerhalb von drei Jahren. CEO wurde die vormalige Geschäftsführerin von Lucent Technologies Patricia Russo, während der vormalige Alcatel-Vorstandsvorsitzende Serge Tchuruk Non-Executive Chairman mit erweiterten Befugnissen wurde. Der neue Name lautet Alcatel-Lucent. In Deutschland wurde die Fusion mit Wirkung vom 20. Juni 2006 durch die Verschmelzung der Lucent Technologies Network Systems GmbH auf die Alcatel-Lucent Deutschland AG vollzogen. Die Betriebe Nürnberg, Bonn und Neu-Isenburg der Lucent Technologies Network Systems GmbH wurden fortgeführt. Die Produktion von Geräten wurde hauptsächlich in Fernost geleistet.